# Karolewo (Drożyska Wielkie)
Karolewo – część wsi Drożyska Wielkie w Polsce, położona w województwie wielkopolskim, w powiecie złotowskim, w gminie Zakrzewo, na Pojezierzu Krajeńskim.
W latach 1975–1998 Karolewo administracyjnie należało do województwa pilskiego.